# Duygu Bal
Duygu Bal (ur. 25 marca 1987 w Ankarze) – turecka siatkarka, reprezentantka kraju, grająca na pozycji środkowej. Obecnie występuje w Fenerbahçe Acıbadem Stambuł.

## Osiągnięcia klubowe
- Puchar Challenge:
  - : 2008
- Liga Mistrzyń:
  - : 2012

## Osiągnięcia reprezentacyjne
- Liga Europejska:
  - : 2009
  - : 2010